# Championnat d'Europe de vitesse féminin
Le Championnat d'Europe de vitesse individuelle féminin est le championnat d'Europe de la vitesse individuelle organisé annuellement par l'Union européenne de cyclisme dans le cadre des championnats d'Europe de cyclisme sur piste élites.

## Palmarès
| Année | Or                   | Argent               | Bronze               |
| ----- | -------------------- | -------------------- | -------------------- |
| 2010  | Sandie Clair         | Kristina Vogel       | Simona Krupeckaitė   |
| 2011  | Lyubov Shulika       | Olga Panarina        | Viktoria Baranova    |
| 2012  | Olga Panarina        | Anastasiia Voinova   | Simona Krupeckaitė   |
| 2013  | Kristina Vogel       | Elis Ligtlee         | Jessica Varnish      |
| 2014  | Anastasiia Voinova   | Tania Calvo Barbero  | Kristina Vogel       |
| 2015  | Elis Ligtlee         | Anastasiia Voinova   | Kristina Vogel       |
| 2016  | Simona Krupeckaitė   | Anastasiia Voinova   | Tania Calvo Barbero  |
| 2017  | Kristina Vogel       | Mathilde Gros        | Daria Shmeleva       |
| 2018  | Daria Shmeleva       | Anastasiia Voinova   | Mathilde Gros        |
| 2019  | Anastasiia Voinova   | Olena Starikova      | Lea Sophie Friedrich |
| 2020  | Anastasiia Voinova   | Daria Shmeleva       | Olena Starikova      |
| 2021  | Shanne Braspennincx  | Lea Sophie Friedrich | Mathilde Gros        |
| 2022  | Emma Hinze           | Mathilde Gros        | Laurine van Riessen  |
| 2023  | Lea Sophie Friedrich | Pauline Grabosch     | Sophie Capewell      |
| 2024  | Emma Finucane        | Lea Sophie Friedrich | Emma Hinze           |
| 2024  | Yana Burlakova       | Rhian Edmunds        | Alina Lysenko        |

## Tableau des médailles
| Rang  | Nation                       | Or | Argent | Bronze | Total |
| ----- | ---------------------------- | -- | ------ | ------ | ----- |
| 1     | Russie                       | 4  | 5      | 2      | 11    |
| 2     | Allemagne                    | 4  | 4      | 4      | 13    |
| 3     | Pays-Bas                     | 2  | 1      | 1      | 4     |
| 4     | France                       | 1  | 2      | 2      | 5     |
| 5     | Ukraine                      | 1  | 1      | 1      | 3     |
| 6     | Biélorussie                  | 1  | 1      | 0      | 2     |
| 7     | Grande-Bretagne              | 1  | 1      | 2      | 4     |
| 8     | Lituanie                     | 1  | 0      | 2      | 3     |
| 9     | Athlètes individuels neutres | 1  | 0      | 1      | 2     |
| 10    | Espagne                      | 0  | 1      | 1      | 2     |
| Total | Total                        | 16 | 16     | 16     | 48    |